# Loriot d'Europe
Oriolus oriolus
 (mai 2020).
Si vous disposez d'ouvrages ou d'articles de référence ou si vous connaissez des sites web de qualité traitant du thème abordé ici, merci de compléter l'article en donnant les références utiles à sa vérifiabilité et en les liant à la section « Notes et références ».
Espèce
Statut de conservation UICN

 LC  : Préoccupation mineure
Répartition géographique
- Rouge: En été
- Beige: En hiver

Le Loriot d'Europe (Oriolus oriolus) est une espèce de passereaux de la famille des Oriolidae mesurant 22 à 25 cm de longueur et pouvant vivre environ 8 ans. Olivier Messiaen a consacré à cet oiseau une pièce, qui en porte le nom, de son Catalogue d'oiseaux.

## Description
La parure du mâle, d’un jaune d’or éclatant, avec des ailes et une queue noires, est assez atypique des oiseaux européens et lui donne de ce fait l’aspect d’une espèce exotique. Le nom latin du loriot, oriolus, évoque la couleur jaune d'or de son plumage.
Le plumage de la femelle apparaît plus sobre : dos vert-olive et jaunâtre et ventre clair légèrement tacheté. Les jeunes revêtent un plumage terne de couleur brunâtre ou beige.
Son vol entre les arbres est rapide et ondulé. Il pratique aussi occasionnellement un vol stationnaire lorsqu’il chasse.

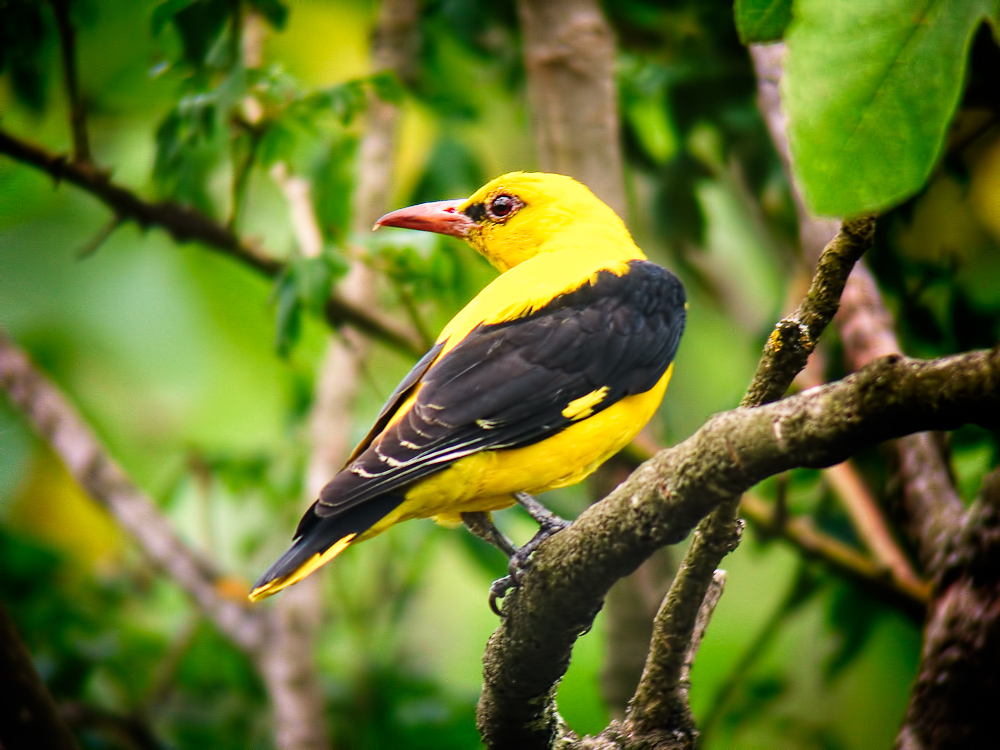
Oriolus oriolus - mâle
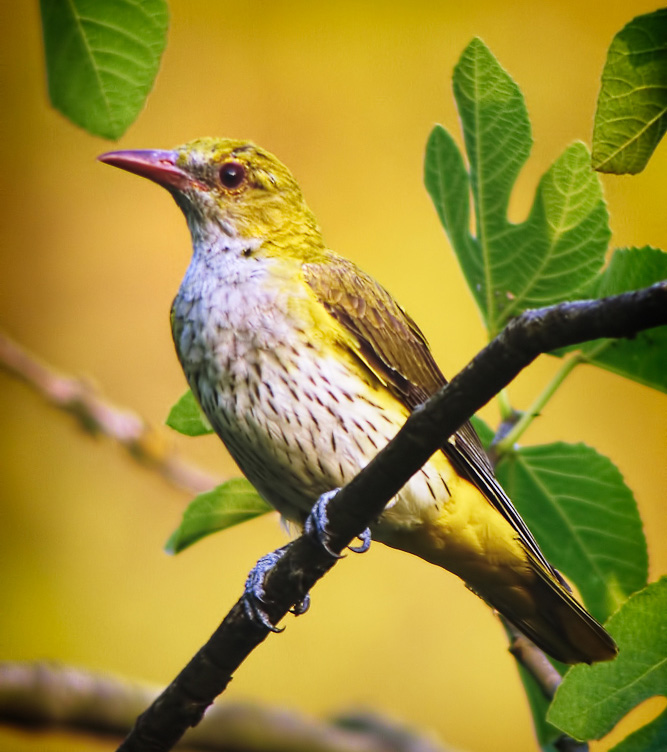
Oriolus oriolus - femelle
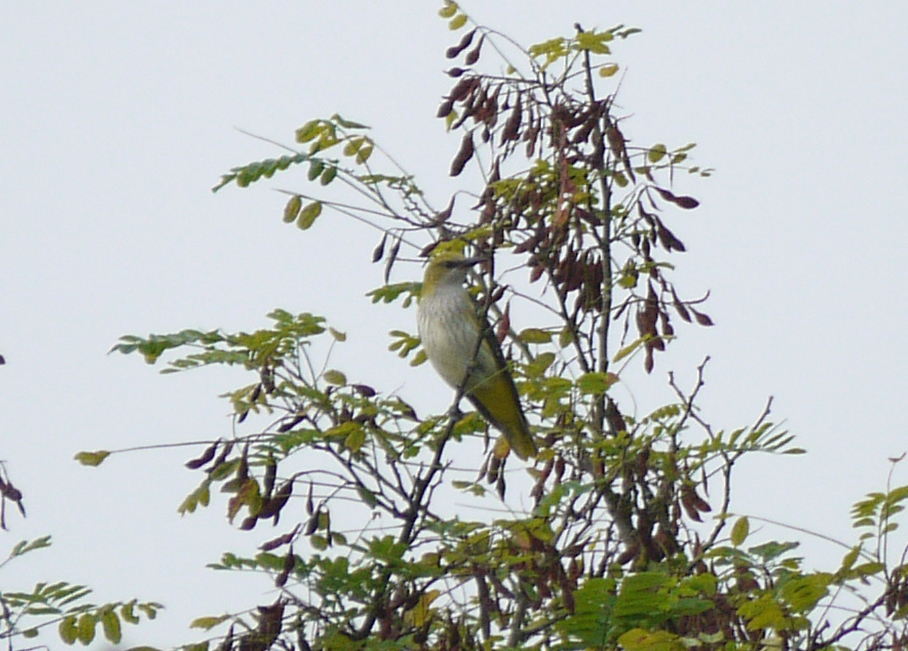
loriot d'Europe juvénile.

## Comportement

### Alimentation
Son alimentation se constitue principalement de gros insectes et arthropodes : coléoptères, chenilles et papillons, guêpes, bourdons, hyménoptères, sauterelles mais aussi araignées et petits mollusques.
Quand vient le temps des cerises, celles-ci font ses délices. Buffon, l'illustre naturaliste, affirme même qu'il ne faut que deux de ces oiseaux pour dévaster en un jour un cerisier bien garni. Le loriot se délecte bien sûr de la chair de beaucoup d'autres fruits, tels que mûres, framboises, figues, baies de sorbier et dattes.

### Comportement social
Chant
Souvent dans les campagnes, à la belle saison, le Loriot d'Europe, caché sous la feuillée des grands arbres élève la voix, un sifflement flûté, puissant et mélodieux : « di-de-lio ».
- Écoutez

Outre son sifflement caractéristique qui permet de repérer facilement sa présence, il détient une gamme de chants et de cris très variée.

## Répartition et habitat
Le Loriot d’Europe est le seul représentant de sa famille en Europe, où sa présence est signalée presque partout à l’exception de la Scandinavie et des Pays baltes. Il est rare dans les Iles britanniques. On ne le rencontre cependant que dans les régions de plaine ou de moyenne altitude.
Le Loriot d'Europe est un oiseau des feuillages, farouche et mobile, difficile à observer, qui vit dans les forêts de feuillus, parfois mêlées de conifères, les bosquets, les allées et les grands parcs. Il affectionne particulièrement les peupleraies, les massifs de chênes, trembles, bouleaux et aulnes qui bordent souvent les cours d’eau. Du reste, il boit et se baigne volontiers, plongeant parfois littéralement dans les ruisseaux.

### Migration
Le loriot d'Europe est un migrateur nocturne, quittant l'Europe entre la fin juillet et la mi-septembre, se dirigeant vers l'Italie puis en direction de la péninsule des Balkans, d'où il gagne l'Égypte et enfin l'Afrique tropicale. Les retours s'échelonnent du mois d'avril à la fin du mois de mai. 

## Reproduction

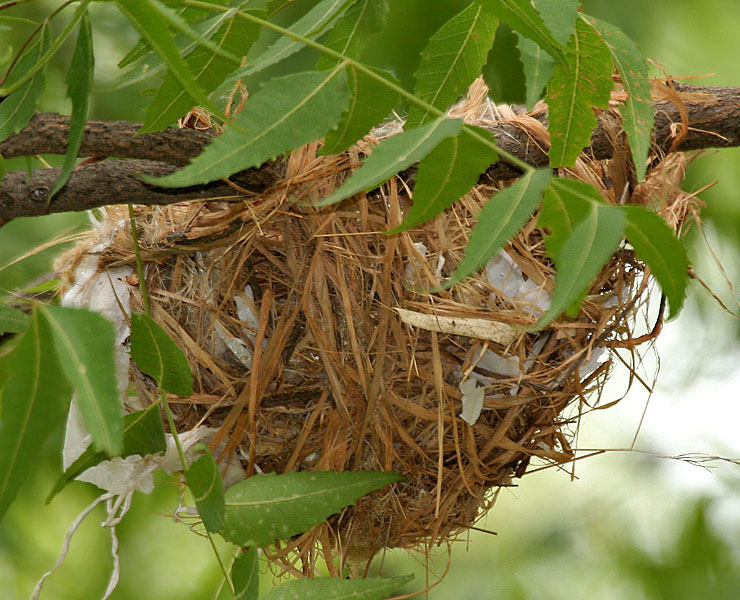
Le nid
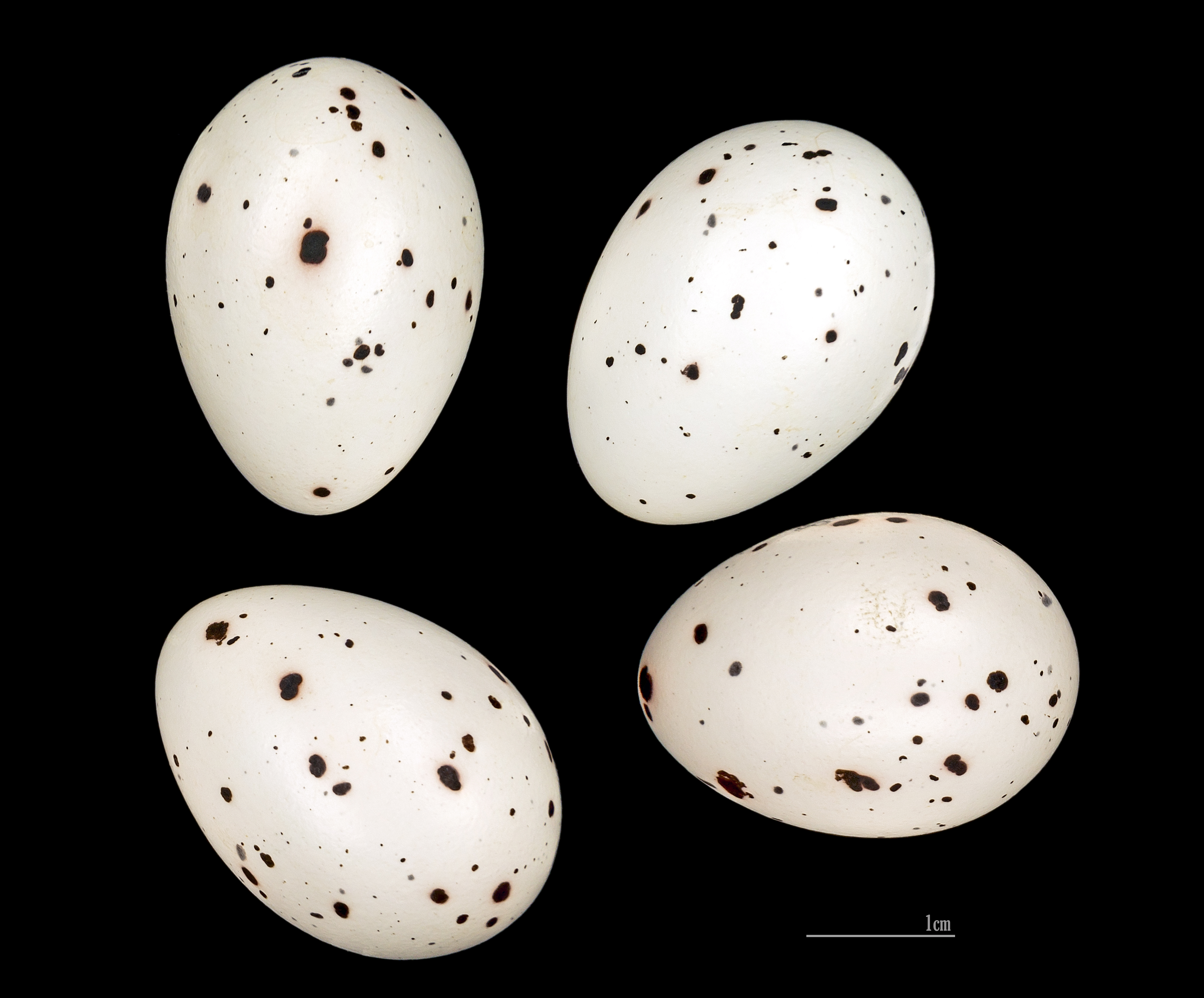
Œufs de Oriolus oriolus Muséum de Toulouse

Le Loriot d'Europe est un migrateur. Il revient de son séjour africain entre la mi-avril et la fin du mois de mai selon les latitudes. Les arbres ont déjà alors revêtu leur parure d’été. Mâles et femelles voyagent semble-t-il séparément et ce sont les mâles qui arrivent en premier. S’ensuit une période de vive agitation dans les colonies de loriots, durant laquelle les couples se forment.
Puis la femelle construit seule, en moins d’une semaine, un nid assez élaboré et profond, en forme de berceau, dont les bords sont solidement fixés aux rameaux. Cet ouvrage, fait de chaumes, d’herbes longues, de tiges souples et de liber entrelacés, est suspendu à une hauteur de 5 à 10 mètres ou plus au-dessus du sol, dans la fourche d’une branche terminale.
Pendant la construction, le mâle suit sa compagne en chantant lors de ses allées et venues.
La femelle couve seule 3 à 4 œufs pendant 14 ou 15 jours, relayée très occasionnellement par le mâle, dont le travail consiste principalement à surveiller avec vigilance le territoire contre toute intrusion : écureuils, rapaces, corneilles, geais...
Les petits quittent leur berceau après deux semaines et demeurent encore une quinzaine de jours avec leurs parents, avant la migration.

## Systématique
L'espèce a été décrite par le naturaliste suédois Carl von Linné en 1758, sous le nom initial de Coracias Oriolus.

### Étymologie
Le plumage du mâle du Loriot d'Europe a inspiré le nom de cet oiseau en français comme dans la plupart des autres langues européennes. Loriot remonte au latin aurealus (doré) racine déjà présente en vieux français sous la forme oriol, puis loriol avant de s'imposer dans sa forme actuelle Loriot. En anglais Oriole est resté très proche de l'ancien français, c'est certainement sur cette base que Linné a créé, en 1766, le nom latin du genre Oriolus. En espagnol son nom es Oropéndola (plume d'or) et en allemand Goldamsel, le "merle doré" auprès d'un autre nom Pirol qui lui fait référence au chant.

### Synonyme
- Coracias Oriolus Linné, 1758 Protonyme

## Le Loriot d'Europe et l'Homme

### Protection
Le Loriot d'Europe bénéficie d'une protection totale sur le territoire français depuis l'arrêté ministériel du 17 avril 1981 relatif aux oiseaux protégés sur l'ensemble du territoire. Il est donc interdit de le détruire, le mutiler, le capturer ou l'enlever, de le perturber intentionnellement ou de le naturaliser, ainsi que de détruire ou enlever les œufs et les nids, et de détruire, altérer ou dégrader son milieu. Qu'il soit vivant ou mort, il est aussi interdit de le transporter, colporter, de l'utiliser, de le détenir, de le vendre ou de l'acheter.

### Philatélie
Le loriot d'Europe figure sur de nombreux timbres.

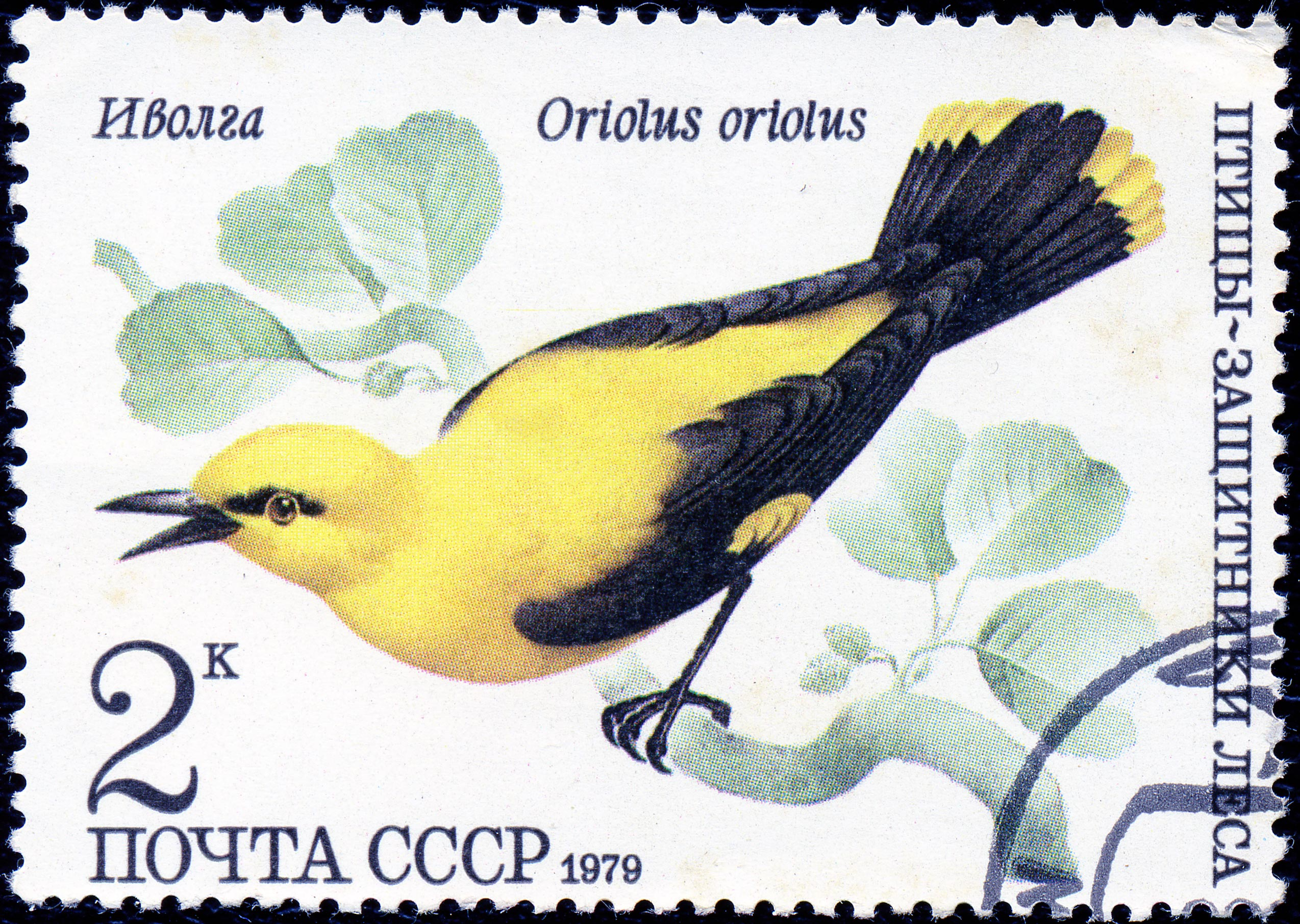
Loriot d'Europe sur un timbre de 1979 de l'Union soviétique (2k).
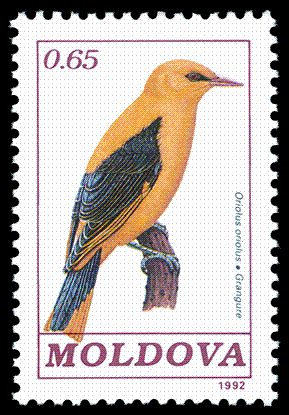
Loriot d'Europe sur un timbre de la République de Moldavie de 1992.
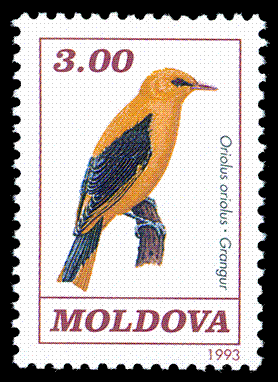
Loriot d'Europe sur un timbre de la République de Moldavie de 1993.